# 遠山正和

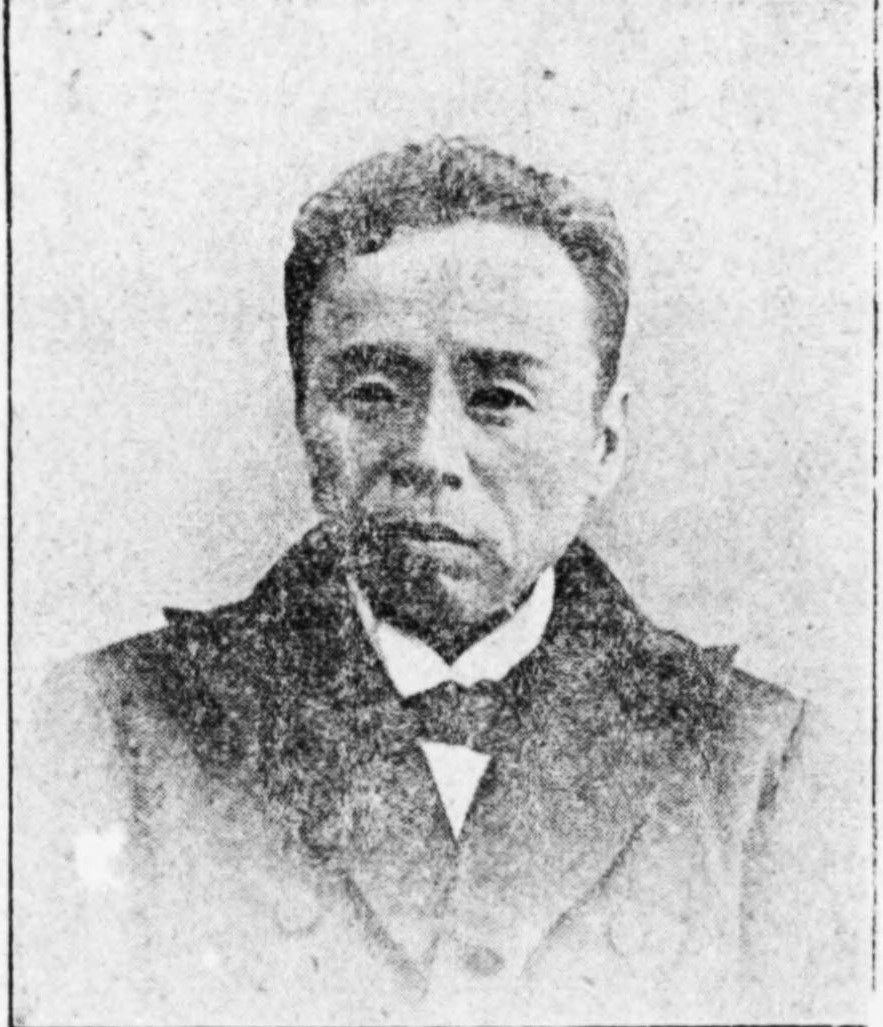
遠山正和

遠山 正和（とうやま まさかず、1851年4月16日（嘉永4年3月15日）- 1907年（明治40年）11月8日）は、明治期の弁護士、実業家、政治家。衆議院議員、香川県会議長、丸亀市会議長。

## 経歴
讃岐国那珂郡、のちの香川県丸亀市で、里正の家に生まれる。経史を修めた。
1873年（明治6年）香川県六大区一小区副小区長兼学務取締に就任。自由民権運動に加わった。1879年（明治12年）愛媛県会議員に選出された。1882年（明治15年）代言人（弁護士）となる。同年、自由党大会で警官と衝突して投獄された。1888年（明治21年）香川県が再置され、その後、香川県会議員に選出され、同常置委員も務めた。1894年（明治27年）4月、香川県会議長に就任し1895年（明治28年）10月まで在任した。その他、丸亀市会議員、同議長も務めた。
1902年（明治35年）8月、第7回衆議院議員総選挙（香川県丸亀市、立憲政友会）で当選し、その後、第9回総選挙まで再選され、衆議院議員に連続3期在任した。この間、政友会院内主事などを務め、地租軽減、行財政整理、農業振興に尽力した。1907年11月、議員在任中に病のため死去した。
実業界では、丸亀商業銀行取締役、丸亀実業取締役などに在任した。

## 国政選挙歴
- 第1回衆議院議員総選挙（香川県第4区、1890年7月、自由党）次点落選[10]
- 第2回衆議院議員総選挙（香川県第4区、1892年2月、自由党）落選[10]
- 第6回衆議院議員総選挙（香川県第4区、1898年8月、憲政党）次点落選[11]
- 第7回衆議院議員総選挙（香川県丸亀市、1902年8月、立憲政友会）当選[8]
- 第8回衆議院議員総選挙（香川県丸亀市、1903年3月、立憲政友会）当選[8]
- 第9回衆議院議員総選挙（香川県丸亀市、1904年3月、立憲政友会）当選[8]